# Équipe de la Barbade féminine de volley-ball
L'équipe de la Barbade de volley-ball féminin est composée des meilleures joueuses barbadiennes sélectionnées par la Fédération Barbadienne de Volleyball. Elle est actuellement classée au 65e rang de la FIVB au 15 janvier 2010.

## Sélection actuelle
Sélection pour les qualifications aux Championnats du monde 2010.
Entraîneur :  Andrew Brathwaite ; entraîneur-adjoint :  Shennell Pooler

## Palmarès et parcours

### Palmarès
Néant.

### Parcours

#### Championnat d'Amérique du Nord
| - 1969 : Non qualifié - 1971 : Non qualifié - 1973 : Non qualifié - 1975 : Non qualifié - 1977 : Non qualifié - 1979 : Non qualifié - 1981 : Non qualifié - 1983 : Non qualifié - 1985 : Non qualifié - 1987 : Non qualifié | - 1989 : Non qualifié - 1991 : Non qualifié - 1993 : Non qualifié - 1995 : Non qualifié - 1997 : Non qualifié - 1999 : 6e - 2001 : Non qualifié - 2003 : Non qualifié - 2005 : 6e - 2007 : Non qualifié | - 2009 : Non qualifié |

#### Coupe panaméricaine
| - 2002 : Non qualifié - 2003 : Non qualifié - 2004 : Non qualifié - 2005 : 10e - 2006 : 12e - 2007 : Non qualifié - 2008 : Non qualifié - 2009 : Non qualifié - 2010 : Non qualifié |

#### Jeux d'Amérique centrale et des Caraïbes
| - 1938 : ? - 1946 : ? - 1959 : ? - 1962 : ? - 1966 : ? - 1970 : ? - 1974 : ? - 1978 : ? - 1982 : ? - 1986 : ? | - 1990 : ? - 1993 : ? - 1998 : ? - 2002 : 8e - 2006 : 8e - 2010 : |